# A Szovjetunió hadigazdálkodása a második világháború előtt és alatt

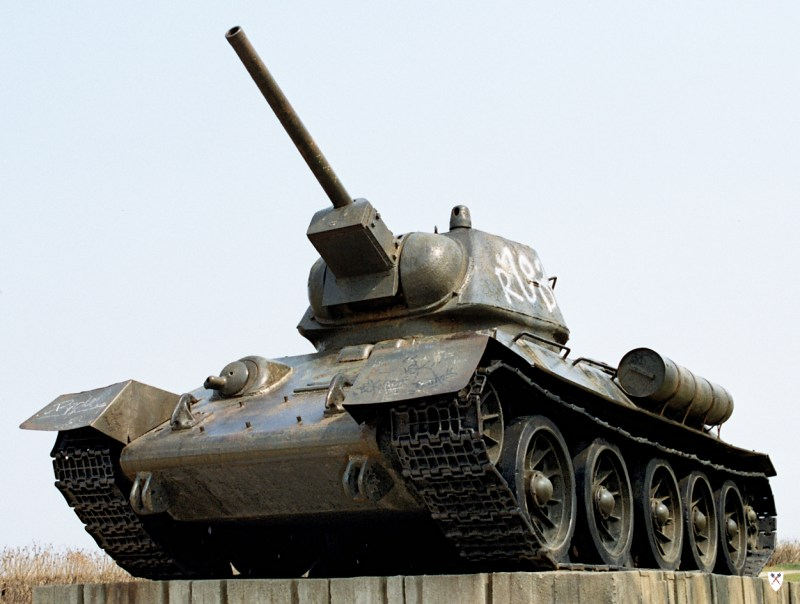
1940-ben rendszerbe állított T–34–76-os harckocsi

A Szovjetunió hadigazdálkodása a második világháború előtt és alatt (beleértve a nyugati segélyeket is) a második világháború keleti frontja küzdelmeinek egyik döntő eleme volt és így nagy hatással volt az egész világháború végkimenetelére.

## A háború előtt
Az 1939-es Molotov–Ribbentrop-paktum fő célja szovjet részről a németekkel amúgy elkerülhetetlennek tartott háború elodázása volt a megfelelő felkészülés érdekében. Sztálin azonban elszámította magát, mivel jóval későbbre várta a háború kitörését, és a felkészüléssel alig haladtak előre, míg a németek katonai ereje ez alatt a két év alatt sokkal gyorsabban növekedett, mint a Szovjetunióé.
A szovjet hatalom a létrejötte óta – az 1917–22 közötti külföldi intervenciók tapasztalatai alapján is – a gazdaságpolitikában különleges figyelmet fordított az ország katonai védelmének szükségleteire. A gazdaságfejlesztési ötéves tervek legfontosabb beruházásai elsősorban azokba az iparágakba irányultak, melyeknek nagy volt a katonai jelentősége, 
így mindenekelőtt a nehéziparba, a legfontosabb cél a minél több szén, vas és acél termelése volt.
| Néhány nehézipari cikk termelése a Szovjetunióban | 1928 | 1937  | 1940  |
| ------------------------------------------------- | ---- | ----- | ----- |
| Acél (millió tonna)                               | 4,3  | 17,7  | 18,3  |
| Szén (millió tonna)                               | 35,5 | 128,0 | 165,9 |
| Villamos energia (milliárd kWh)                   | 5,0  | 36,2  | 48,3  |

Az ebben az esetben megközelítőleg elfogadhatónak tekinthető szovjet források szerint míg a második ötéves terv időszakában (1933–1937) az ország ipari termelése egészében 2,2-szeresére emelkedett, addig a fegyvergyártás és a repülőgépipar termelése közel megnégyszereződött. Míg 1930-ban 740 harckocsit gyártottak, 1931-ben már több mint 3000 darabot, majd 1939-1941 között 7000 db-ot, miközben a minőség is javult. Hasonlóan gyors növekedés volt tapasztalható a repülőgépgyártásban is. 1930-ban 800 
repülőgépet gyártottak, 1937-ben 3500 db-ot és 1939-től 1941 júliusáig több mint 
17 000 db-ot.
Mindezek ellenére az ipari termelésben a Szovjetunió még messze elmaradt Németország mögött. Jóval kevesebb acélt, vasat, szenet termeltek, és az előállított szerszámgépek száma (40 000 db körül) nem érte el az 1939-es német termelés 25%-át sem. 1941-ben azonban a különbség már lényegesen csökkent, mert a németek csak 10%-kal növelték termelésüket, a Szovjetunió pedig megkétszerezte azt, de az országban levő szerszámgépek összessége még így senm tette ki a felét sem a német szerszámgép-állománynak. idézi 
A harmincas évek során a szovjet repülőgépek és harckocsik minősége ugyan talán nem maradt el a német mögött, de a háború első két esztendejében Németországban a harci tapasztalatok alapján rendkívül gyorsan modernizáltak, amivel a Szovjetunió nem tartott lépést. A szovjet hadsereg szállítási és hírközlési rendszere különösen elmaradott volt.
Az egy főre jutó hadikiadások összege a Szovjetunióban messze elmaradt a némettől, főleg a nemzeti jövedelem színvonalának különbsége miatt. 1939–1941 között a szovjet 
nemzeti jövedelem 25–30%-át fordították katonai célokra. idézi  Ugyanebben az időszakban viszont a német nemzeti jövedelem 40–50%-át tette ki a hadi költségvetés. 
Mindezek ellenére a Szovjetuniónak két területen előnyben volt Németországgal szemben: jelentős munkaerő-tartalékokkal rendelkezett, valamint igen gazdag volt nyersanyagokban. A harmincas évek autarkiális gazdaságpolitikája lényegesen előmozdította az ásványkincsek kutatását és kitermelését. Bár hadiipari kapacitása gépek, felszerelés és technika tekintetében elmaradt Németországé mögött, mégis, egy esetleges hosszú háború esetére a Szovjetunió gazdasági kilátásai kedvezőbbek voltak, Adolf Hitler ezért is villámháborúra törekedett.
A szovjet hadigazdálkodás kiépítését megkönnyítette, hogy békeidőben is tervgazdálkodás folyt. A szovjet típusú központi tervezésnek sok hátránya volt békeidőben, azonban a háború kitörése után  lehetőséget adott a beruházási döntések teljes egyeztetésére, a rendelkezésre álló források központi elosztására. Az állam ellenőrizte a piacot, csökkentette a fogyasztást és lehetetlenné tette, hogy a beruházási javak ne a megfelelő ágazatokba kerüljenek. A központi ellenőrzés lehetővé tette, hogy a legfejlettebb technika valóban a legfontosabb iparágakba kerüljön, hogy maximálisan ide koncentrálják a rendelkezésre álló erőforrásokat, beleértve a munkaerő-tartalékokat. A szovjet gazdaság különösen azokon a területeken tudott látványos eredményeket elérni, ahol a tömeg- és standardizált termelés folyt. A tervezés és a köztulajdon révén a gazdaság háborús átállítása jóval kevesebb nehézségbe ütközött, mint a nyugati országokban.
Maurice Dobb brit marxista közgazdász rámutatott: idézi 

„A gazdasági tervezés főbb elemei bizonyos hasonlóságot mutatnak a katonai terv stratégiai megfontolásaival. Mindkettő esetében meglehetősen csekély számú lehetőség között lehet választani, melyeket egészében egységesnek kell tekintenünk és melyek kiválasztásánál számos okból aligha számolhatunk más lehetőségekkel. A helyzet 
megköveteli, hogy az erőket néhány fontosabb célkitűzésre összpontosítsák és ne 
engedjék, hogy azok túl sok irányba szétszóródjanak.”

A szocialista tervgazdaság elméleti előnyeit azonban nagyban csökkentették a harmincas évek sztálinista nagy tisztogatásának súlyos társadalmi és gazdasági hatásai, valamint 
a gyors német támadásból fakadó kolosszális katonai és gazdasági veszteségek. Bármennyire is figyelembe vették a háború lehetőségét a harmincas évek iparosítása során, mégis késtek a közvetlen előkészületek a háborúra. Nem halmoztak fel megfelelő élelmiszer- és nyersanyagtartalékokat. A hivatalos katonai doktrína és a propaganda azt hirdette, hogy egy kapitalista támadás esetén a szovjet hadsereg azonnal támadásba lendül át és a harcokat az ellenség területeire viszi át, ezért nem vették figyelembe a területi 
veszteségek lehetőségét. Későn kezdődött meg egy második, katonai szempontból biztonságosabb ipari bázis kiépítése is. A magnyitogorszki kohászati kombinát felépítése, a kuznyecki és Pecsora vidéki szénmezők feltárása, az új vegyészeti üzemek létesítése és néhány alapvető vasútvonal modernizálása még be sem 
fejeződött, amikor a szovjet nehézipar legfontosabb területei már német megszállás 
alá kerültek. Ennek ellenére 1940-ben már a szén 35%-a, a koksz 25%-a, a vasérc 28%-a, az acél 37%-a, az elektromos energia 25%-a és az olaj 12%-a az úgynevezett keleti területekről került ki. Itt készült a traktorok 50%-a, itt gyártották a szerszámgépek 
14%-át.
A fegyvergyártás is ellentmondásosan fejlődött. 1939–1941 között viszonylag kevés új 
fegyvert rendszeresítettek a hadseregben. Számos emlékirat utal a tehetetlen bürokráciára, a sztálinizmus következményeire, a legkiválóbb értelmiségiek meghurcoltatására, kivégzésére. Sztálin a spanyol polgárháború tapasztalatait is tévesen értelmezte, és egy ideig kevesebbet törődött a páncélosok gyártásával. Ideiglenesen leállították a 45 és 76 mm-es lövegek gyártását is. Viszont ezekben az években indult meg a háború legeredményesebb harckocsijának, a T–34-esnek a gyártása; már tervezték a KV-harckocsik programját, és kialakult az a meggyőződés, hogy a korszerű hadviselés a könnyű tankok helyett inkább közepes és nehéz páncélosokat igényel. Ezekben az években fejlesztették ki a sikeres Jak–1-es és a MiG–3-as repülőgépeket, de ezek az új gyártmányok tömeges termelése még éppen csak megkezdődött.

## A háború kitörése után

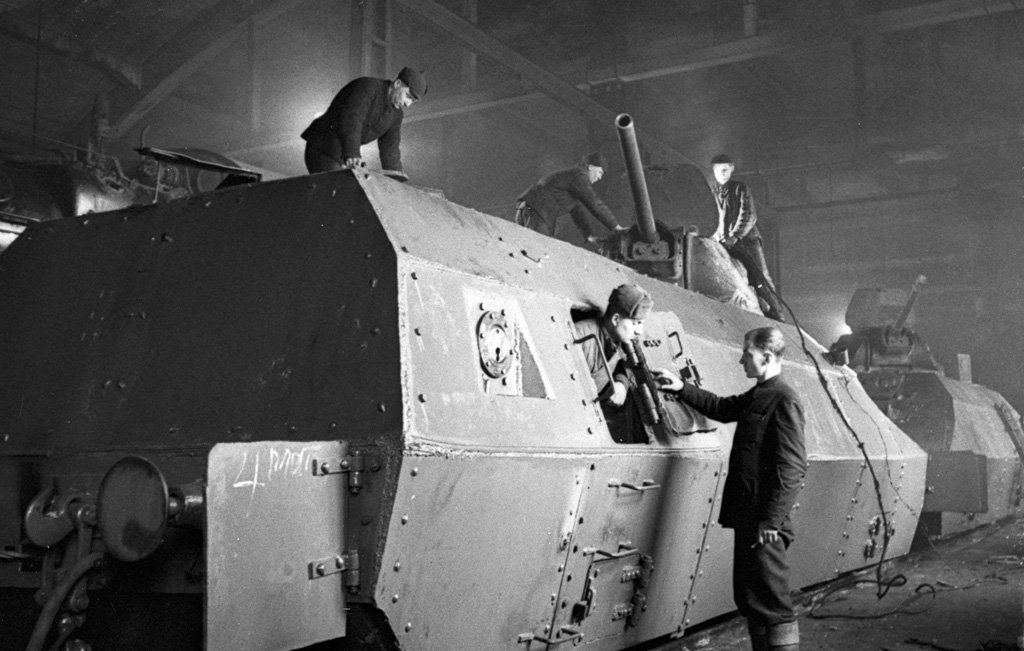
Páncélvonat gyártása 1941-ben

A németek szinte a háború első napjaiban – többnyire a repülőtereken – megsemmisítették az addig legyártott repülőgépek ezreit, nagy veszteségeket okoztak a harckocsiállományban, megfosztották a Szovjetuniót a legfontosabb ipari területeitől, s megsemmisítették vagy zsákmányul ejtették azon készletek nagy részét, melyeket az ország felhalmozott.
A Legfelsőbb Tanács 1941. június 22-i határozata a hadiállapotról tovább keményítette az amúgy is diktatórikus belső berendezkedést. A hatalom gyakorlását a különböző katonai vezetők kezébe összpontosította. A helyi katonai parancsnokokat felhatalmazták, hogy mozgósítsák az állampolgárokat, ha szükséges, kobozzák el és használják bármely vállalat és szövetkezet eszközeit és készleteit, a magánszemélyek járműveit. A katonai parancsnokok feladata volt a munkaidő szabályozása, a kijárási tilalom vagy házkutatás ellenőrzése, a gyanús személyek letartóztatása. Jogkörükbe került a fogyasztás szabályozása, joguk volt utazási és helyváltoztatási tilalmat elrendelni, és a katonai bíróság hatáskörét mindazon személyekre kiterjeszteni, akik nem tettek eleget utasításaiknak. Valamennyi helyi végrehajtó szervet és intézményt a helyi katonai parancsnoknak rendeltek alá.
Központilag szabályozták a munkaidőt, amit egy esztendővel korábban, 1940. június 26-án már szigorítottak, és a korábbi hétórás munkanap helyett ismét bevezették a nyolcórás munkanapot és korlátozták a munkahely-változtatás szabadságát. Az 1941. június 26-i rendelkezés a vállalatvezetőket feljogosította arra, hogy szükség esetén napi három óra túlmunkát követeljenek. A 16 éven aluli fiatalok (14 éves kortól dolgozhattak a fiatalok) és az állapotos nők esetében a túlmunka nem haladhatta meg a napi két órát. Elvonták a szabadságolás lehetőségét.
1941. július 1-jén a Népbiztosok Tanácsa, a szovjet kormány teljhatalmat kapott, hogy döntsön valamennyi nyersanyag elosztásáról, a beruházások szétosztásáról. A katonai mozgósítás – különösen a háború első hónapjainak katasztrofális emberveszteségei miatt – az ipari munkaerő nagy részét is felölelte, a munkaerő-átcsoportosítás elsősorban a nők, gyerekek és az idősebbek termelésbe vonását jelentette. Megkezdődött a korábban képzetlen munkaerő betanítása. Egyes források szerint a háború időszakában 7 millió ember részesült 
szakmai átképzésben, illetve kiképzésben.
1941 augusztusában megszületett az első háborús gazdasági terv is. Maguk a számok és az utasítás szövege világosan utalt arra, hogy korábban nem készült megfelelő hasonló terv, hiszen nem számoltak a szovjet hadsereg ilyen méretű vereségével, még kevésbé a hatalmas területi veszteségekkel. A korábbi szovjet előkészületekből hiányzott mindenfajta rugalmasság, s nem dolgoztak ki alternatívákat.
Az 1941 nyarán készült első tervek sem valósulhattak meg, mivel újabb és újabb ipari területek kerültek a német hadsereg birtokába. A területi veszteségek a szovjet nehézipar és mezőgazdasági termelés leglényegesebb ágazatait érintették, a gazdaság kapacitásának 28%-ától fosztották meg az országot 1941 végéig. Az ipari termelés állandóan csökkent, és az év végéig a termelés volumene alig haladta meg az előző évek termelésének felét.
Lényegében az egész addigi szovjet gazdasági szervezet felbomlott. A szovjet gazdaságban
főleg azok a vidékek játszottak központi szerepet, melyek vagy német megszállás
alá kerültek, vagy pedig a frontvonal közvetlen közelében helyezkedtek el, s elvesztésük vagy megbénulásuk felbomlasztotta a gazdasági kapcsolatok rendszerét és a gazdasági élet más területeit is ideiglenesen működésképtelenné tette. Például a kaukázusi olajvidékeket nem foglalták el a németek, de közlekedésileg 1942 második felében elvágták őket az ország központi területeitől, így egy darabig ezek termelésére sem lehetett számítani. Hasonló volt a helyzet az ország két igen fontos ipari területével: a leningrádival és a moszkvaival is. Leningrád termelése kiesett a szovjet hadigazdaság egésze szempontjából, bár természetesen a várost védő csapatok ellátásában kulcsszerep volt. A moszkvai iparvidéket a német csapatok csak részben foglalták el, de mivel 1941. december elején a város határán folytak a harcok a termelés nagy részét le kellett állítani.

### Kiürítés
Kiürítésekre sem készült korábban terv. Egy gyorsan létrehozott bizottság 1941. június 24-én kezdte meg működését, és kidolgozta a kiürítési prioritásokat. Azonnal áttelepítettek néhány igen fontos gyárat Moszkva környékéről. Augusztus elején leszerelték és elszállították a dnyepropetrovszkI erőmű gépeit. Augusztus közepére a Dnyeper jobb partjáról valamennyi üzemet evakuálták. 92 üzem gépi felszereléseit telepítették át Leningrád környékéről, 419-et Ukrajnából és 109-et Belaruszból. Moszkvából és környékéről 498 üzemet telepítettek keletre, beleértve 150 gépgyárat, 40 elektrotechnikai üzemet, 50 faipari és 150 textilgyárat. Az áttelepült üzemek közel felét az Urál vidékén helyezték újra üzembe. 300 gyár ment tovább Szibériába, és további 300 üzemet a közép-ázsiai köztársaságokba telepítettek. Nem csak az ipari üzemek gépparkjait vitték keletre, hanem többszáz mezőgazdasági szövetkezet állatállományát, beleértve 200 ezer sertést és 800 ezer lovat. Az áttelepítés munkájára 30 ezer mozdonyt és másfél millió vagont vettek igénybe. A 30-as évek erőltetett iparosítása során azonban a vasutakat, mint az infrastruktúrát általában, erősen elhanyagolták, ami súlyosbította a nehézségeket.
A különböző becslések szerint a kiürítésben részt vevő személyek száma 7,5 és 10 millió között mozoghatott. További 5 millióra becsülik azoknak a számát, akik nem szervezett formában menekültek a németek elől keletre.
A kiürítésre a sikerek mellett jellemzőek voltak az óriási veszteségek, a kudarcok, a rossz szervezés, fejvesztettség és meggondolatlanság is. Az elszállított gyári berendezések pedig általában csak hat hónap múltán tudtak működésbe lépni. A német hódítók sem számíthattak azonban a birtokba vett területek minden kapacitására.
A helyzetet tovább rontotta az élelmiszerek és a fogyasztási cikkek egyre növekvő hiánya. A fogyasztási cikkek termelése 1940 és 1942 között közel 60%-kal csökkent. Hasonló nagyságrendű volt a mezőgazdasági termelés csökkenése is. lehet tekinteni. A „Mindent a frontnak!” nem csupán jelszó volt, de nehéz valóság is. A haditermelés szükséglete határozta meg a gazdasági élet minden vonását, a polgári fogyasztás végletesen lecsökkent.

### Erőforrások
Az egyes nyersanyagforrások elvesztése közül kiemelkedett a Donyec-medence német megszállása. Ez évente 100 millió tonna széntől fosztotta meg a szovjet gazdaságot. Ugyan számos új bányát nyitottak már a háború előtt, így Cseljabinszk körül az Urálban, a Kuznyecki-medencében, északon Pecsora és Vorkuta környékén, azonban ezek nem tudták ellensúlyozni a veszteséget, különösen azért, mert a munkaerő is fogytán volt a bevonulások miatt.
Súlyos szénhiány alakult ki az országban. A lakosság és a polgári ágazatok szénfogyasztását a minimumra korlátozták. A vas- és gépipar kétszer annyi szenet fogyasztott, mint a háború előtt, de az erőművek, a textil- és élelmiszergyárak és más iparágak csak kis mennyiségben kaptak szenet. Erősen korlátozták, hogy a szén fűtési célú felhasználását, fával igyekeztek a szenet helyettesíteni. Az ország széntermelése még 1944-ben is 10%-kal alatta maradt a háború előtti szintnek. Míg a fa a háború előtt csupán 20%-át fedezte az ország fűtőanyag-szükségletének, 1944-ben részesedése több mint 50% volt. A villamos energia közel kétharmadát az ipar kapta, további 12%-át pedig a szállítás, közlekedés használta fel. A mezőgazdaságnak és a lakosságnak csupán minimális fogyasztást engedélyeztek.
Jelentősen megnőtt Szibéria szerepe az ország vas- és acéltermelésében, szénbányászatában, mangán- és kőolaj-kitermelésében. 1942-ben, a szovjet gazdaság legrosszabb évében, Szibéria és az Urál adta az ország nyersanyagtermelésének több mint 90%-át. A nyersolajtermelés 1940-ben 31 millió tonna volt, 1942 februárjában, a mélyponton, havonta 56%-kal volt kevesebb. 1945-ben is csak a 19 millió tonnát érte el.

#### Munkaerő

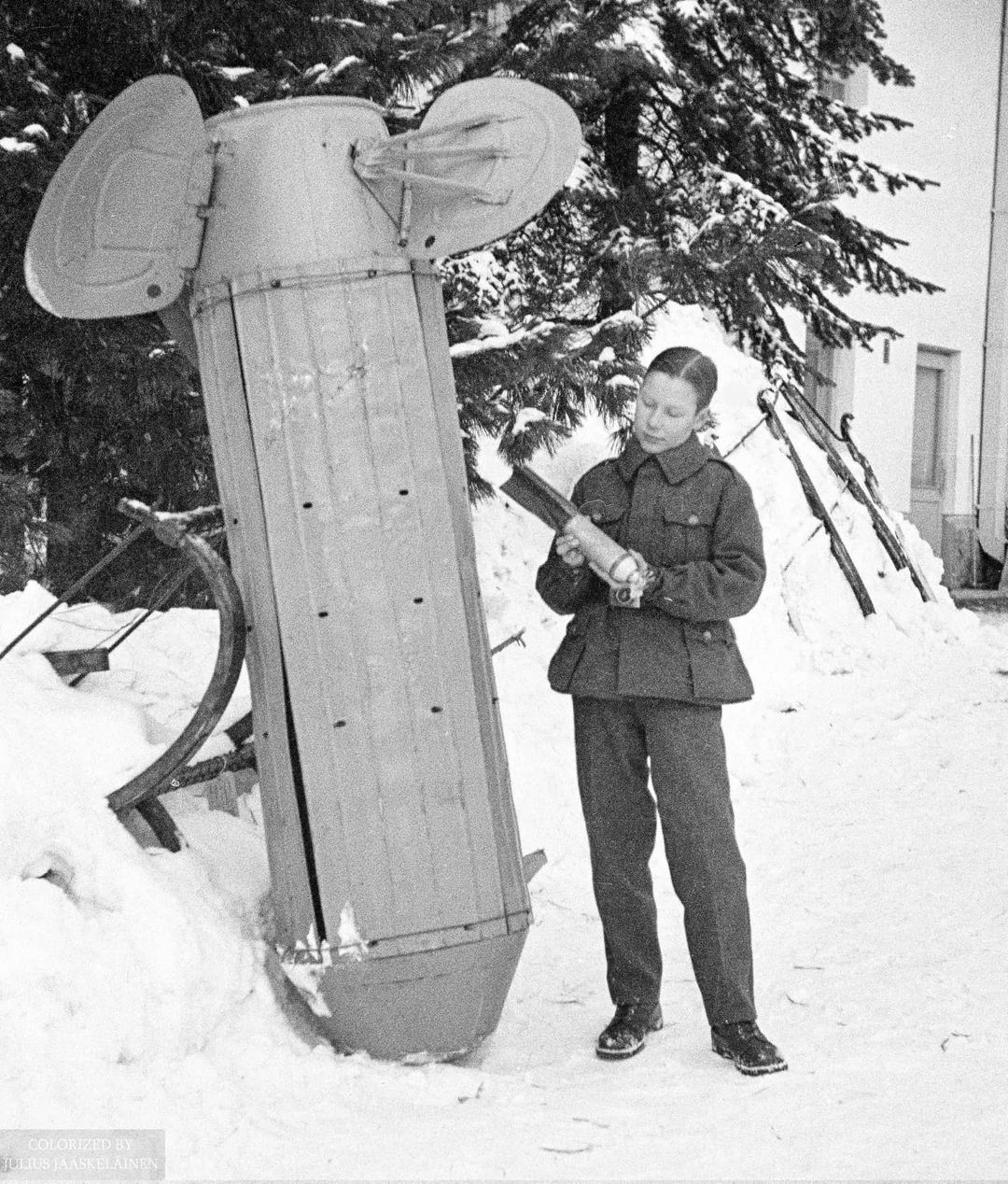
Szovjet gyártmányú konténerbomba, a kazettás bombák elődje. A téli háborúban a finnek Molotov kenyérkosarának nevezték

A munkaerő-kapacitások alakulása sajátos volt. Bár a Szovjetunió a harmincas évek folyamán jelentős mennyiségű munkaerőt mozgatott át a mezőgazdaságból az iparba, a háború kitörésekor még nagy munkaerő-tartalékkal rendelkezett. A lakosság több mint 50%-a ugyanis a mezőgazdaságban dolgozott, és ez a munkaerő távolról sem volt maximálisan kihasználva. 
A német támadás következtében azonban a helyzet gyökeresen és gyorsan megváltozott. A szovjet hadsereg létszáma 1941 júniusában 5 millió körül mozgott. A rendelkezésre álló számítások szerint 1941 második felében a veszteségek (halottak, sebesültek, hadifoglyok) száma elérte a hadsereg egész korábbi létszámát. A németek szerint mintegy 3,5–4 millió hadifoglyot ejtettek, akiknek túlnyomó többsége elpusztult a német táborokban embertelen körülményei között. idézi  A halottak és súlyos sebesültek számát 1,5-2 millióra becsülték 1941 és 1942 folyamán. Azonban a szovjet hadsereg 1942 tavaszán ismét elérte az 5 millió főt, majd 1943 májusában már 11 millióra növekedett. Összességében minimum 12 millió munkaképes korú férfit vontak ki a gazdaságból.
1941 júliusában minden 1905–1918 között született, azaz 23–36 év közötti férfit hadkötelezettnek nyilvánítottak. Augusztusban kiterjesztették a hadkötelezettséget egészen 51 éves korig. Az év végén minden hadiüzemi munkást mozgósítottnak nyilvánítottak és kiterjesztették rájuk a katonai fegyelmet. A kormány és a helyi hatóságok szabad kezet kaptak a munkaerőnek az egyik iparágból a másikba, az egyik üzemből a másikba vagy esetleg az egyik vidékről a másikra való átirányítására.
1942 februárjában a munkaerő teljes mozgósítása érdekében valamennyi 14-55
éves férfit, illetve 16-45 éves nőt mozgósítottnak tekintettek. A vasutat és minden közlekedési hálózatot hadiüzemnek nyilvánítottak. Felemelték a munkaidőt, de sok önkéntes munka következtében a ténylegesen ledolgozott munkaidő jóval meghaladta a hivatalosat. Csak 1943 júniusában született döntés arról, hogy a fegyvergyárakban dolgozó munkásoknak legalább havi 2 szabadnapot kell biztosítani, és a 14–18 éveseknek nem szabad 6 óránál többet dolgozni és tilos túlmunkát vállalni.
A nők mozgósítása rendkívül sikeres volt. 1940–1942 között a nők aránya a munkások és alkalmazottak körében 38%-ról 53%-a nőtt. A mezőgazdaságban foglalkoztatott nők aránya persze még magasabb volt. A vasúti közlekedésben dolgozó nők aránya 21-ről 40%-ra növekedett. A villamossági iparban 54% lett a női munkások aránya, a repülőgépgyártó iparban 40%-ban nők dolgoztak. A teherautó-vezetők körében is 40%-ban nők dolgoztak. idézi  Természetesen az oktatásban egészségügyben, állami hivatalokban ezeknél is jóval nagyobb arányban dolgoztak nők.
Az új munkaerő bevonásához képzési, betanítási programokra is szükség volt, bár a fegyverek tömegtermelésében leginkább betanított munka folyt. Egyes becslések szerint közel egymillió sebesülés miatt harcra alkalmatlanná vált katonát képeztek ki ipari munkára.
A termelékenység alakulása ellentmondásos volt. A nagy hadiüzemek futószalagjain gyorsan nőtt az egy fő által előállított termékek mennyisége, de a többi termelési ágban, így a különösen fontos bányászatban is, a munkaerő megváltozott összetétele (képzetlenek, nők, fiatalkorúak), az nyersanyag- és energiahiány és sok más probléma miatt visszaesett a termelékenység. Egészében véve 1944-ben alacsonyabb volt az egy munkaórára jutó termelés, mint 1940-ben. idézi 

### Az első eredmények 1942-ben

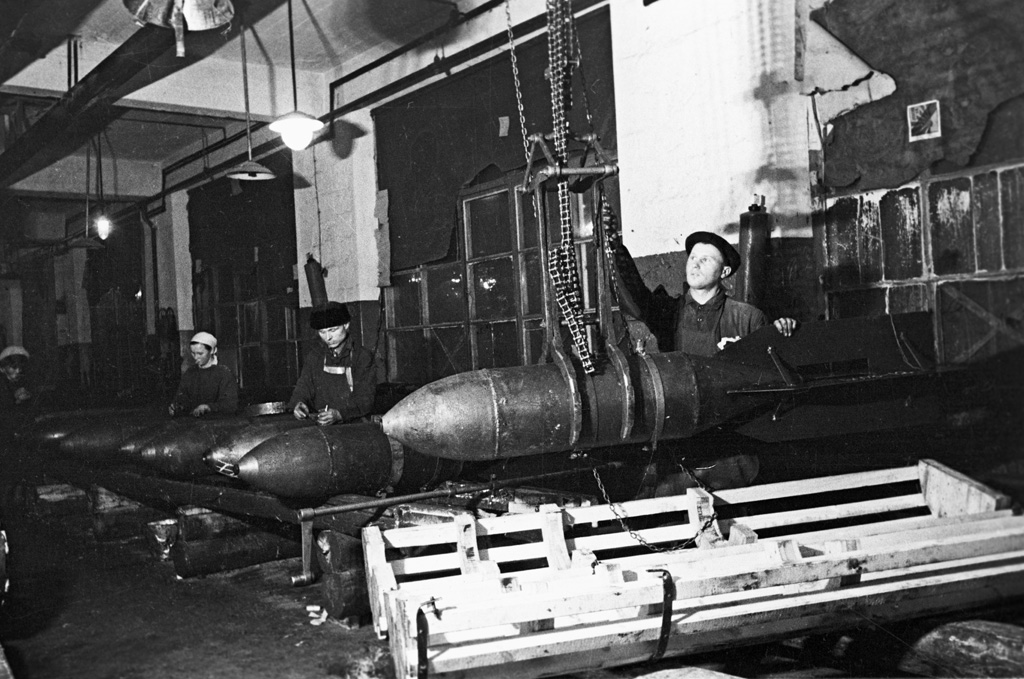
Légibombák gyártása Moszkva közelében

1942 folyamán a szovjet gazdaság, leginkább a hadianyaggyártás kezdett magához térni és az év folyamán már képes volt bizonyos célok megvalósítására. A szovjet dolgozók óriási áldozatokat hoztak a háborús termelés érdekében, és a néhány legfontosabb hadianyagra koncentráló központi tervezés is eredményeket hozott. A hadigazdaság tovább erősítette a szovjet gazdaságban már korábban is meglevő centralizációs irányzatot és a legfelsőbb vezetés – azaz Sztálin – teljes ellenőrzését az események menete fölött. Végső soron a háború előttinél sokkal kevesebb munkással, az akkori szint 50%-ának megfelelő vas- és acéltermeléssel 1942 második felétől a szovjet hadigazdaság fel tudta venni a versenyt a némettel, és hamarosan túl is haladta azt.

### A haditermelés fellendülése 1943-tól
1943-tól az óriási erőfeszítések nyomán haditermelés gyors növekedésnek indult. 1943-ban a szovjet hadsereg mintegy 40–80%-ban új fegyverekhez jutott. Sok régi fegyvertípust lényegesen módosítottak, számos új típust dolgoztak ki. Ezek közé tartoztak az új rakéta-sorozatvetők, (a híres Katyusa) a géppisztolyok és az La–5 és a Jak–7 repülőgépek. A szovjet repülőgépgyártás ekkortól már mennyiségben és minőségben is jól közelítette a német termelést.
| Néhány fontos fegyver gyártása (1000 db) | 1941 július–december | 1942 | 1943 | 1944 | 1945 január–augusztus | Összesen |
| ---------------------------------------- | -------------------- | ---- | ---- | ---- | --------------------- | -------- |
| Puskák                                   | 1467                 | 4049 | 3436 | 2450 | 637                   | 12 139   |
| Géppisztolyok                            | 90                   | 1506 | 2024 | 1971 | 584                   | 6174     |
| Géppuskák                                | 106                  | 256  | 458  | 439  | 156                   | 1516     |
| Harckocsik, önjáró lövegek               | 4,8                  | 24,4 | 24,1 | 29,0 | 20,5                  | 102,8    |
| Harci repülőgépek                        | 8,2                  | 21,7 | 29,9 | 39,2 | 19,1                  | 112,1    |

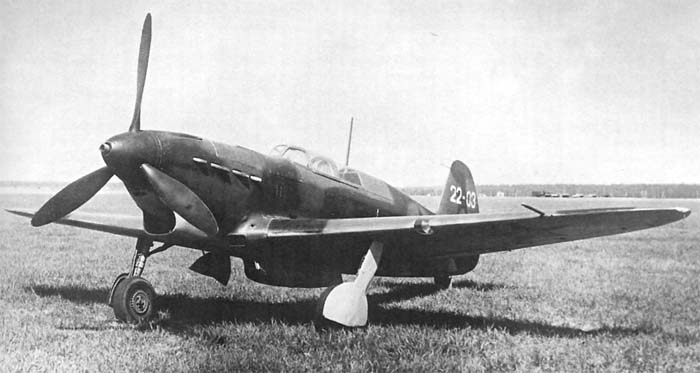
Jak–7 vadászgép

Ez a hatalmas fegyvertömeg a háború első szakaszában még arra sem volt elegendő, hogy pótolja a német támadás következtében előállott veszteségeket. A háború első öt hónapjában lelőtték a bevetett szovjet repülőgépek 45%-át, a harckocsik és a tüzérség terén a veszteségek még ennél is nagyobbak voltak. A következő szakaszban a tüzérség vesztesége csökkent, de a repülőgépek és a tankállomány tényleges vesztesége egészen 1943-ig, egyes
esetekben még az ellentámadás időszakában is rendkívül magas volt. 
| Bevethető harceszközök a szovjet hadseregben | 1941 június | 1941 december | 1942 június | 1942 december | 1943   | 1944 június | 1944 december |
| -------------------------------------------- | ----------- | ------------- | ----------- | ------------- | ------ | ----------- | ------------- |
| Harci repülőgép                              | 5300        | 2888          | 3124        | 5689          | 8395   | 10 150      | 13 150        |
| Harckocsik, önjáró lövegek                   | 4369        | 2898          | 5040        | 7797          | 7290   | 6450        | 9500          |
| Ágyúk, aknavetők                             | 24 843      | 23 820        | 58 070      | 85 695        | 93 895 | 86 050      | 87 300        |

A szovjet haderők fegyverzetéhez a saját gyártás mellett döntő mértékben járultak hozzá az Egyesült Államok szállításai is, csakúgy, mint a hadsereg és a lakosság élelmiszer-ellátásához.